# Andelot-en-Montagne
Andelot-en-Montagne è un comune francese di 553 abitanti situato nel dipartimento del Giura nella regione della Borgogna-Franca Contea.

## Società

### Evoluzione demografica
Abitanti censiti